# Samuel Jones (generaal)
Samuel Jones (17 december 1819 –  31 juli 1887) was een Amerikaanse beroepsmilitair. Tijdens de Amerikaanse Burgeroorlog diende hij generaal-majoor in het Confederate States Army. Hij kreeg het bevel over verschillende militaire departementen waaronder het Department of Western Virginia waar hij de strategisch belangrijke Virginia and Tennessee Railroad en zoutmijnen verdedigde.

## Vroege jaren
Samuel Jones werd geboren op 17 december 1819 op "Woodfield", de plantage van zijn ouders in Powhatan County, Virginia Zijn vader, Samuel Jones, was een neef van gouverneur William Branch Giles. Jones Sr. groeide op bij de Gouverneur en behaalde een diploma aan Princeton College. An Mosely was de moeder van Jones Jr. Ze was de dochter van Edward Moseley uit Powhatan County.
Op 1 juli 1837 werd Jones toegelaten tot de United States Military Academy in West Point. Na het behalen van zijn diploma werd hij op 28 september 1841 benoemd tot gebrevetteerde tweede luitenant en ingedeeld bij het 2nd Artillery Regiment. Zijn regiment werd naar Houlton, Maine gestuurd toen er grensdispuut was met Canada. Tussen 1846 en 1851 gaf hij wiskunde en was hij instructeur voor infanterie- en artillerietactieken in West Point.
Jones werd benoemd tot assistent bij de advocaat-generaal van het United States Army in Washington D.C en werd bevorderd tot kapitein. Hij vervulde deze taak tot hij op 27 april 1861 ontslag nam uit het leger en zich, net voor de secessie van zijn thuisstaat, aansloot bij de militietroepen in Virginia.

## Amerikaanse Burgeroorlog
Jones werd op 1 mei 1861 benoemd tot majoor in de artillerie van de militie van Virginia. Kort daarop werd hij gepromoveerd tot kolonel en op 21 juli 1861 werd hij bevorderd tot brigadegeneraal. De dag erna werd hij ook aangesteld als hoofd van de artillerie en bevoorrading van het Army of the Potomac. Tijdens de Eerste Slag bij Bull Run diende hij in de staf van brigadegeneraal P.G.T. Beauregard. Na het overlijden van kolonel Francis S. Bartow nam hij het bevel over zijn brigade over.
Op 22 januari 1862 werd Jones aangesteld als bevelhebber van het Departement rond Pensacola. Een kleine twee maand later, op 10 maart 1862, werd hij bevorderd tot generaal-majoor. Jones werd bevelhebber van het Department of East Tennessee op 23 september 1862 om op 4 december overgeplaatst te worden naar het Department of Western Virginia met zijn hoofdkwartier in Dublin, Virginia. Het was zijn verantwoordelijkheid om de Virginia and Tennessee Railroad en de zoutmijnen te verdedigen tegen Noordelijke aanvallen. Toen de Noordelijke generaal-majoor Ambrose Burnside in september 1863 de zoutmijnen in handen probeerde te krijgen, vochten de Zuidelijken terug bij Slag bij Blountville. De Zuidelijken dienden zich terug te trekken en Jones werd vervangen door generaal-majoor John C. Breckinridge.
Tussen april 1864 en oktober 1864 voerde hij het bevel over het Department of South Carolina, Georgia, and Florida. Tot in januari 1865 had hij de verantwoordelijkheid over het District of South Carolina. Toen de Noordelijke marine South Carolina onder vuur nam, stuurde Jones 50 gevangen genomen Noordelijke officieren naar de stad als levend schild. Hij stuurde een bericht naar de Noordelijke bevelhebber, generaal-majoor John G. Foster om het vuren te staken. Als tegenmaatregel plaatste de woedende Foster eveneens 50 Zuidelijke officieren in de vuurlinie.
De volgende maand, in februari 1865, werd Jones aangesteld als bevelhebber van het Department of Florida and South Georgia, een post die hij tot het einde van de oorlog behield. Toen de Noordelijke brigadegeneraal John Newton oprukte in Florida slaagden Jones en zijn soldaten (waaronder kadetten van het nabijgelegen militair instituut) erin om de Noordelijke opmars te stoppen bij Natural Bridge. Hij capituleerde op 10 mei 1865.

## Latere jaren
Tussen 1873 en 1875 was Jones de directeur van het Maryland Agricultural College.

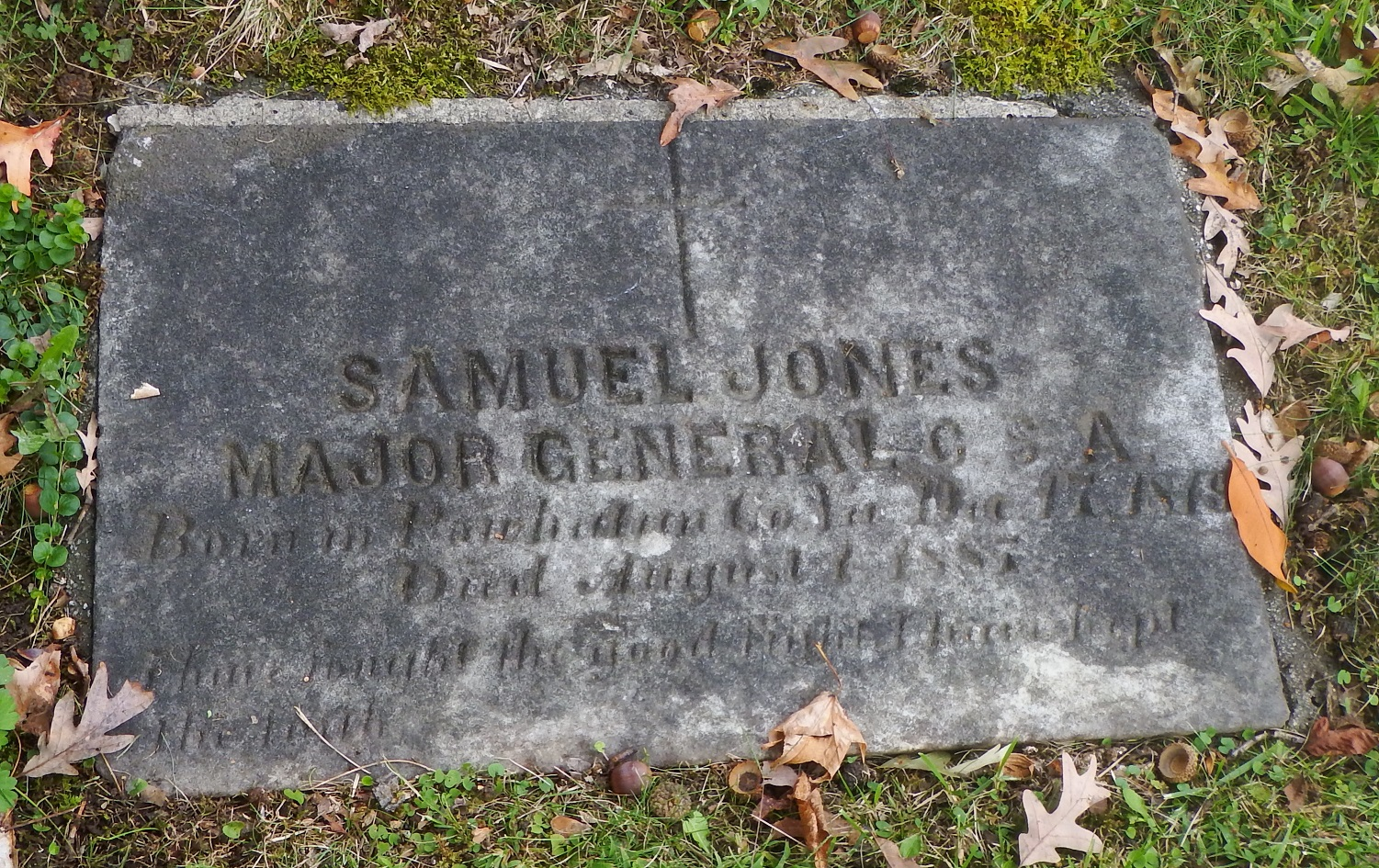
Het graf van Samuel Jones op het Hollywood Cemetery

Hij overleed op 31 juli 1887 in Bedford County, Pennsylvania. Zijn lichaam werd bijgezet op het Hollywoord Cemetery, Virginia.